# Peotone, Illinois
Peotone là một làng thuộc quận Will, tiểu bang Illinois, Hoa Kỳ. Năm 2010, dân số của làng này là 4142 người.

## Dân số
Dân số qua các năm:
- Năm 2000: 3385 người.
- Năm 2010: 4142 người.